# 罗伊·麦克凯恩
罗伊·麦克凯恩（英語：Rory McCann，1969年4月24日—）是一名苏格兰演员，最出名的角色是HBO出品电视剧《权力的游戏》中的桑德尔·克里冈。

## 早期生活
麦克凯恩出生在苏格兰格拉斯哥。他有一个妹妹，Sally-Gay McCann，1972年出生。
在成为演员前，麦克凯恩是一名画家并在印威內斯的一家苏格兰学校学习。他还当过桥梁画家(在福斯公路橋)，景观园丁和木匠。 1998年，罗伊·麦克凯恩在格拉斯哥的罗伯特·帕西法尔·芬奇演员讲习班首次接受演员培训。 

## 职业生涯
麦克凯恩的第一份表演工作是电影《风云际会》(1988年)。但是因为拍摄期间笑场，他被解雇。 之后他穿着马甲和蘇格蘭裙，出现在Scott's Porage燕麦的广告中。作为他的第一个主要作用的作用，麦克凯恩播放的一个无障碍 的私人教练 在2002年的喜剧电视剧《书组》，赢得苏格兰 英国电影学院 的最好的电视性能2002年。
此后，他所采取的视角色以探长斯图尔特·布朗在 《发挥国家》中， 彼得大帝 在 《彼得在天堂》，以及一名牧师在获奖的英国喜剧电视剧 《無恥之徒》。
他的好莱坞首秀是2004年的电影《亚历山大》，它所需要的行动者通过引导营地在非洲的沙漠，包括射击在 泰国, 摩洛哥 ，以及作为 伦敦 的工作室。 在2007年，他出现了迈克尔"困境"阿姆斯特朗在《热模糊》的。 在2008年，他扮演Moby在《船员》和 Atilla的浑 在 英国广播公司 纪录片 《英雄与恶棍》.
麦克凯恩在HBO的电视剧《权力的游戏》中扮演桑德尔"猎犬"克里冈。
其他项目包括英国广播公司电视系列改编自作家吉米·麦戈文，背景设在18世纪澳大利亚的《放逐》。 麦克凯恩扮演一名叫马斯顿的铁匠。

## 个人生活
麦克凯恩的妹妹，Sally-Gay McCann，负责电影和电视的服装工作；他俩曾在《亚历山大》和《权力的游戏》上一起工作。麦克凯恩是一个苏格兰绿党支持者，并出现在其2007年苏格兰议会普选的广播中。
1990年，麦克凯恩在约克郡一次近乎致命的攀岩意外事故中多处骨折。
麦克凯恩是一个被称为Thundersoup已解散乐队的主唱。他负责钢琴、吉他、班卓琴和曼陀林。
麦克凯恩过着一种孤独的、瞬变的生活。他经常住在自己的船上或在没有现代化便利的地方。

## 影视作品

### 电影
| 年份 | 电影                   | 角色              | 备注            |
| ---- | ---------------------- | ----------------- | --------------- |
| 2000 | 苍白的脸               | 呆子              |                 |
| 2003 | 战栗海洋               | Eric              |                 |
| 2003 | 年轻的亚当             | Sam               |                 |
| 2004 | 亚历山大               | Craterus          |                 |
| 2005 | 贝奥武夫与怪兽格兰戴尔 | 布雷卡家庭旅馆    |                 |
| 2006 | 1966年                 | 警察              |                 |
| 2007 | 終棘警探               | 迈克尔·阿姆斯特朗 |                 |
| 2008 | 法外之徒               | 白鲸              |                 |
| 2009 | 所罗门王凯恩           | McNess            |                 |
| 2010 | 超世紀封神榜           | Belo              |                 |
| 2011 | 女巫季节               | 士兵指挥官        | 记为罗里MacCann |
| 2015 | 西部慢调               | 约翰·罗斯         |                 |
| 2017 | 限制級戰警：重返極限   | 丁尼生的"火炬"    |                 |
| 2019 | 野蠻遊戲：全面晉級     | 暴君尤爾根        |                 |

### 电视
| 年份                | 电视剧          | 角色               | 备注                           |
| ------------------- | --------------- | ------------------ | ------------------------------ |
| 1999                | 很快来          | 费格斯             | 电视电影                       |
| 2000                | 兰德尔和Hopkirk | 保镖               | 情节："幽灵的心理障碍症"       |
| 2000                | 君主的格伦      | 罗杰               | 集号1.6                        |
| 2002                | 伦敦在燃烧      | Keith              | 集号14.7                       |
| 2002-2003           | 书组            | 肯尼·麦克劳德      | 12集                           |
| 2003                | 国家的玩        | 斯图尔特·布朗      | 集号1.1 未列入演职员名单       |
| 2003                | 边坡            | 亚当               | 6集                            |
| 2003                | 彼得在天堂      | 彼得大帝           | 电视电影                       |
| 2006                | 无耻            | 神父Critchon       | 2集                            |
| 2008                | 英雄与恶棍      | 匈奴               | 情节："匈奴"                   |
| 2011                | 陪审团          | 德里克·哈奇        | 主要角色（第2季）；5集         |
| 2011–2014 2016-2019 | 权力的游戏      | 桑德尔"猎犬"克里冈 | 主要角色（第1-4，6-8季）；38集 |
| 2015                | 放逐            | 马斯特斯           | 主要角色；4集                  |

## 引用
1. ↑  Collins, Sean. . Rolling Stone. 7 April 2014  [10 August 2014]. （原始内容存档于2018-06-12）.
2. ↑  Rosenberg, Scott. . 15 September 2006  [10 August 2014]. （原始内容存档于2014年8月12日）.
3. 1 2  . The Scotsman. 12 January 2009  [10 June 2012]. （原始内容存档于2015-09-24）.
4. ↑  McIver, Brian. . Daily Record (Glasgow: Trinity Mirror). 31 March 2014  [14 July 2014]. ISSN 0956-8069. OCLC 500344244. （原始内容存档于2018-01-04）.
5. ↑  Boyer, Jen. . LA Times. 25 April 2013  [10 August 2014]. （原始内容存档于2017-09-19）.
6. ↑  MacLaren, Lorna. . Herald Scotland. 29 January 2003  [10 August 2014]. （原始内容存档于2014-08-18）.
7. ↑  English, Paul. . Scottish Daily Record & Sunday Mail Ltd. 1 January 2005  [10 August 2014]. （原始内容存档于2017-09-02）.
8. ↑  . HBO.   [10 June 2012]. （原始内容存档于2017-10-08）.
9. ↑  Towers, Andrea. . Entertainment Weekly. 4 April 2014  [10 August 2014]. （原始内容存档于2015-01-02）.
10. ↑  . Pure/Trend. 18 March 2014  [10 August 2014]. （原始内容存档于2017-08-28）.
11. ↑  Davey, Cathie. . 18 March 2014  [10 August 2014]. （原始内容存档于2018-04-03）.
12. ↑  Scottish Green Party. . YouTube. 11 April 2007  [14 July 2014]. （原始内容存档于2013-02-01）.
13. ↑  Fulton, Rick. . Daily Record (Scotland). 28 March 2002  [10 August 2014]. （原始内容存档于2017-09-09）.
14. ↑  Flett, Michael. . 19 March 2012  [10 August 2014]. （原始内容存档于2017-06-30）.
15. ↑  Virtue, Graeme. . The Guardian. 19 March 2013  [10 August 2014]. （原始内容存档于2017-08-17）.
16. ↑  Lash, Jolie. . 23 February 2013  [10 August 2014]. （原始内容存档于2015-09-07）.